# Список наград и номинаций Ланы Дель Рей
Лана Дель Рей — американская певица и автор песен. Начала свою карьеру в 2004 году, выступая в ночных клубах Бруклина, первую награду получила в 2011 году — премию Q Awards в номинации «Будущая звезда». На протяжении нескольких лет после начала карьеры, Дель Рей выпускала мини-альбомы и демоальбомы, но они не оценивались критиками и не продавались.
В 2011 году дебютный сингл певицы «Video Games» становится интернет-сенсацией и приносит ей премию Ivor Novello Awards. В 2012 году музыкальное видео к одному из хитов Ланы Дель Рей «Born to Die» было отмечено премией UK Music Video Awards. В том же году после выхода альбома Born to Die певица получает премию BRIT Awards в номинации «Зарубежный прорыв» и становится «Женщиной года» по версии журнала GQ.
В 2013 году Дель Рей была снова отмечена премией BRIT Awards, а также Echo Awards. Песня «Young and Beautiful» в 2014 году приносит певице премию «Спутник», а песня «Big Eyes» номинируется на «Золотой глобус».
К 2018 году певица более восьмидесяти раз номинировалась на различные премии, получив более двадцати различных наград. Пятый студийный альбом Ланы Дель Рей Lust for Life приносит ей в 2018 году четвёртую номинацию на престижнейшую премию «Грэмми», а Американское общество композиторов, авторов и издателей признаёт «глобальное влияние» Дель Рей.

## ASCAP Pop Music Awards
ASCAP Pop Music Awards — ежегодная музыкальная премия, проводимая Американским обществом композиторов, авторов и издателей, чествующая выдающихся авторов поп-музыки. Дель Рей получила одну награду.
| Год  | Номинируемая работа | Категория          | Результат |
| ---- | ------------------- | ------------------ | --------- |
| 2018 | Лана Дель Рей       | Глобальное влияние | Победа    |

## Bestsellery Empiku (Poland)
Bestsellery Empiku — ежегодная премия за самые продаваемые в прошлом году книги, фильмы, альбомы, игры и журналы. Основана в Польше в 1999 году. Дель Рей имеет две номинации, в одной из которой одержала победу.
| Год  | Номинируемая работа                                 | Категория               | Результат |
| ---- | --------------------------------------------------- | ----------------------- | --------- |
| 2024 | Лана Дель Рей                                       | Музыкальный артист года | Победа    |
| 2024 | Did You Know That There’s a Tunnel Under Ocean Blvd | Музыка: поп             | Номинация |

## НаградыBillboard

### BillboardMusic Awards
Billboard Music Awards — ежегодная музыкальная премия, организуемая и спонсируемая журналом Billboard. Дель Рей получила одну номинацию.
| Год  | Номинируемая работа | Категория         | Результат |
| ---- | ------------------- | ----------------- | --------- |
| 2014 | Born to Die         | Лучший рок-альбом | Номинация |

### BillboardMid-Year Music Awards
Billboard Mid-Year Music Awards — премия, проводимая каждое полугодие, присуждаемая по результатам онлайн-голосования и отмечающая различные достижения артистов. Лана Дель Рей имеет три номинации, в одной из которых она одержала победу.
| Год  | Номинируемая работа | Категория                  | Результат |
| ---- | ------------------- | -------------------------- | --------- |
| 2012 | Лана Дель Рей       | Лучший новый артист        | Номинация |
| 2012 | Лана Дель Рей       | Самый переоценённый артист | Номинация |
| 2014 | Лана Дель Рей       | Лучшее живое выступление   | Победа    |

### BillboardWomen in Music
Billboard Women in Music — ежегодное событие, чествующее влиятельных женщин в музыкальной индустрии. Дель Рей одержала победу в номинации «Музыкальный новатор» в 2015 году. В 2023 году певица была повторно одержала победу.
| Год  | Номинируемая работа | Категория           | Результат |
| ---- | ------------------- | ------------------- | --------- |
| 2015 | Лана Дель Рей       | Музыкальный новатор | Победа    |
| 2023 | Лана Дель Рей       | Основоположник      | Победа    |

## BRITAwards

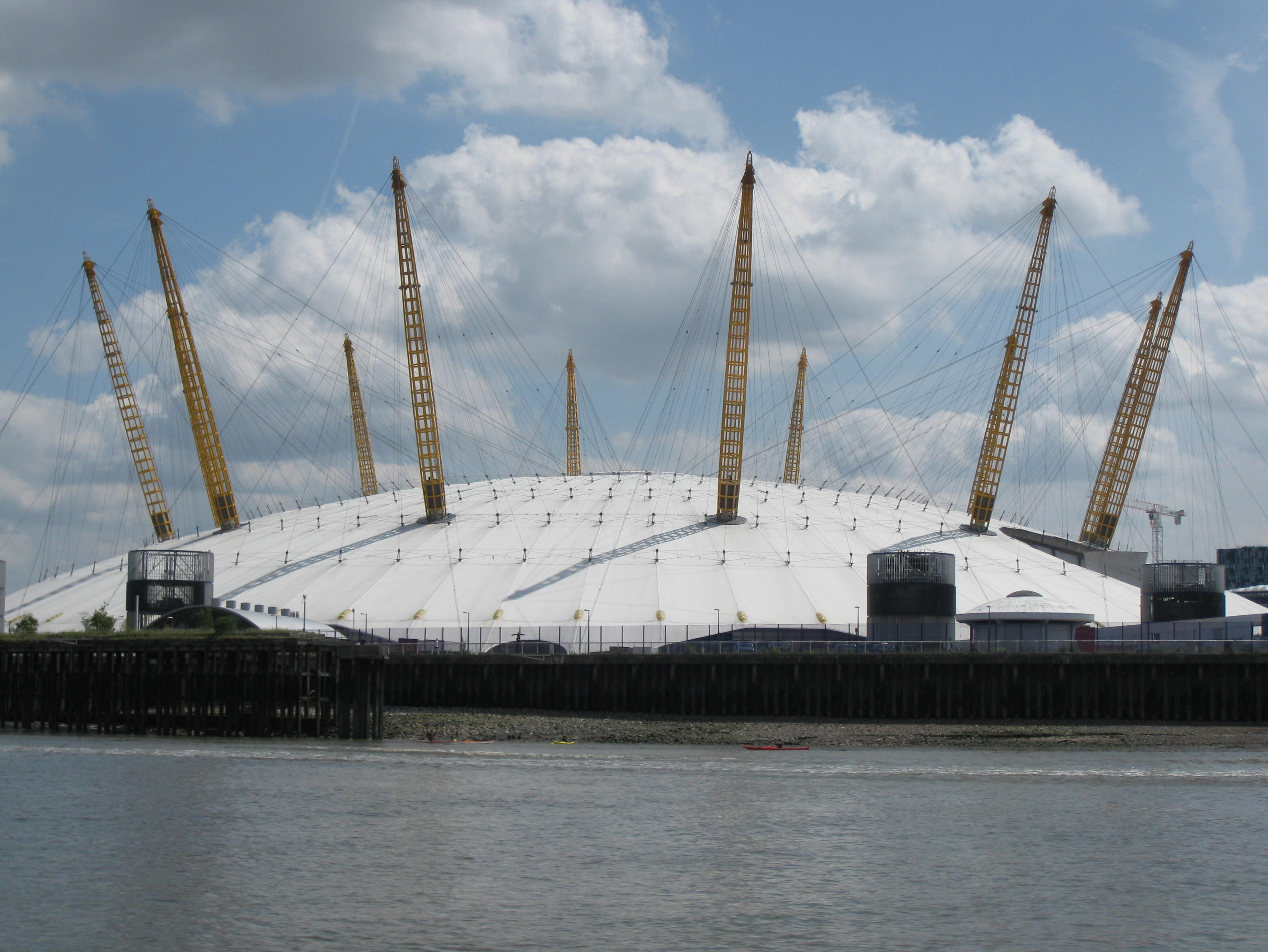
O2 — место проведение BRIT Awards, начиная с 2011 года

BRIT Awards — ежегодная церемония вручения музыкальных наград Великобритании в области поп-музыки, основана Британской ассоциацией производителей фонограмм, является британским эквивалентом премии Grammy. Дель Рей получила пять номинации, в двух из которых победила.
| Год  | Номинируемая работа | Категория                 | Результат |
| ---- | ------------------- | ------------------------- | --------- |
| 2012 | Лана Дель Рей       | Зарубежный прорыв         | Победа    |
| 2013 | Лана Дель Рей       | Лучшая зарубежная певица  | Победа    |
| 2015 | Лана Дель Рей       | Лучшая зарубежная певица  | Номинация |
| 2016 | Лана Дель Рей       | Лучшая зарубежная певица  | Номинация |
| 2020 | Лана Дель Рей       | Лучшая зарубежная певица  | Номинация |
| 2024 | Лана Дель Рей       | Международный артист года | Номинация |

## Brits Billion Award
Brits Billion Award — премия, вручаемая BPI, в которой отмечают артистов, достигший не менее миллиарда прослушиваний в Великобритании. 
| Год  | Номинируемая работа | Категория                                    | Результат |
| ---- | ------------------- | -------------------------------------------- | --------- |
| 2023 | Лана Дель Рей       | Один миллиард прослушиваний в Великобритании | Победа    |

## Critics’ Choice Movie Awards
Critics’ Choice Movie Awards — ежегодная кинопремия, учрежденная в 1996 году Ассоциацией телевизионных кинокритиков. Лана Дель Рей имеет две номинации.
| Год  | Номинируемая работа   | Категория    | Результат |
| ---- | --------------------- | ------------ | --------- |
| 2014 | «Young and Beautiful» | Лучшая песня | Номинация |
| 2015 | «Big Eyes»            | Лучшая песня | Номинация |

## Denver Film Critics Society Awards

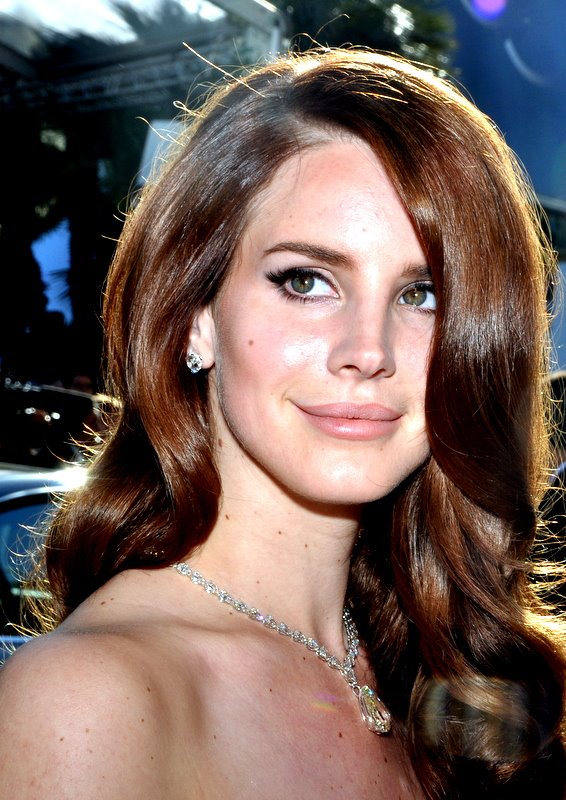
Дель Рей на Каннском кинофестивале, 16 мая 2012

Denver Film Critics Society — американская организация кинокритиков, основанная в Денвере, штат Колорадо. Дель Рей имеет одну номинацию.
| Год  | Номинируемая работа   | Категория                           | Результат |
| ---- | --------------------- | ----------------------------------- | --------- |
| 2013 | «Young and Beautiful» | Лучшая оригинальная музыка к фильму | Номинация |

## ECHOAwards
ECHO Award — ежегодная музыкальная премия, утвержденная и проводимая Немецкой Фоно-Академией. Дель Рей имеет пять номинаций, в двух из которых одержала победу.
| Год  | Номинируемая работа | Категория                                | Результат |
| ---- | ------------------- | ---------------------------------------- | --------- |
| 2012 | «Video Games»       | Хит Года                                 | Номинация |
| 2012 | Лана Дель Рей       | Лучший международный новый исполнитель   | Номинация |
| 2013 | Лана Дель Рей       | Лучший международный поп-рок-исполнитель | Победа    |
| 2013 | Лана Дель Рей       | Лучший международный новый исполнитель   | Победа    |
| 2015 | Лана Дель Рей       | Лучший международный поп-рок-исполнитель | Номинация |

## НаградыGAFFA

### Danish GAFFA Awards
Danish GAFFA Awards — датская премия одноимённого журнала, присуждаемая с 1991 года за достижения в поп-музыке. Дель Рей имеет три награды и девять номинаций. 
| Год  | Номинируемая работа                 | Категория                             | Результат |
| ---- | ----------------------------------- | ------------------------------------- | --------- |
| 2012 | Лана Дель Рей                       | Лучший новый иностранный артист       | Победа    |
| 2012 | Лана Дель Рей                       | Лучшая иностранная исполнительница    | Победа    |
| 2012 | Born to Die                         | Лучший иностранный альбом             | Победа    |
| 2018 | Лана Дель Рей                       | Лучшая иностранная исполнительница    | Номинация |
| 2018 | Lust for Life                       | Лучший иностранный альбом             | Номинация |
| 2020 | Лана Дель Рей                       | Лучший международный исполнитель года | Номинация |
| 2022 | Лана Дель Рей                       | Лучший международный исполнитель года | Номинация |
| 2022 | Chemtrails over the Country Club    | Международный альбом года             | Номинация |
| 2022 | «Chemtrails over the Country Club'» | Международный хит года                | Номинация |

### Norway GAFFA Awards
Norway GAFFA Awards — норвежская премия одноимённого журнала, присуждаемая с 2012 года за достижения в поп-музыке. Дель Рей имеет две награды.
| Год  | Номинируемая работа | Категория                       | Результат |
| ---- | ------------------- | ------------------------------- | --------- |
| 2012 | Лана Дель Рей       | Лучший новый иностранный артист | Победа    |
| 2012 | Born to Die         | Лучший иностранный альбом       | Победа    |

### Sweden GAFFA Awards
Sweden GAFFA Awards — шведская премия одноимённого журнала, присуждаемая с 2010 года за достижения в поп-музыке. Лана Дель Рей одержала три победы в трёх номинациях.
| Год  | Номинируемая работа | Категория                          | Результат |
| ---- | ------------------- | ---------------------------------- | --------- |
| 2012 | Лана Дель Рей       | Лучший новый иностранный артист    | Победа    |
| 2012 | Лана Дель Рей       | Лучшая иностранная исполнительница | Победа    |
| 2015 | Лана Дель Рей       | Лучшая иностранная исполнительница | Победа    |
| 2018 | Лана Дель Рей       | Лучшая иностранная исполнительница | Номинация |
| 2018 | Lust for Life       | Лучший иностранный альбом          | Номинация |
| 2018 | «Lust for Life»     | Лучшая иностранная песня           | Победа    |

## Golden Globe Awards
«Золотой глобус» — ежегодная американская премия, присуждается Голливудской ассоциацией иностранной прессы с 1944 года за кинофильмы и телевизионные картины. Дель Рей имеет одну номинацию.
| Год  | Номинируемая работа | Категория    | Результат |
| ---- | ------------------- | ------------ | --------- |
| 2015 | «Big Eyes»          | Лучшая песня | Номинация |

## GQMen of the Year Awards
GQ Men of the Year Awards проводится ежегодно американским мужским журналом GQ. Дель Рей получила одну номинацию, в которой одержала победу.
| Год  | Номинируемая работа | Категория    | Результат |
| ---- | ------------------- | ------------ | --------- |
| 2012 | Лана Дель Рей       | Женщина года | Победа    |

## Grammy Awards
«Грэмми» — музыкальная премия Американской академии звукозаписи, была учреждена Американской ассоциацией звукозаписывающих компаний в 1958 году. Дель Рей имеет одиннадцать номинаций.
| Год  | Номинируемая работа                                                    | Категория                                     | Результат |
| ---- | ---------------------------------------------------------------------- | --------------------------------------------- | --------- |
| 2014 | Paradise                                                               | Лучший вокальный поп-альбом                   | Номинация |
| 2014 | «Young and Beautiful»                                                  | Лучшая песня, написанная для визуальных медиа | Номинация |
| 2016 | Beauty Behind the Madness (в качестве участвовавшего в записи артиста) | Лучший альбом года                            | Номинация |
| 2018 | Lust for Life                                                          | Лучший вокальный поп-альбом                   | Номинация |
| 2020 | «Norman Fucking Rockwell»                                              | Лучшая песня года                             | Номинация |
| 2020 | Norman Fucking Rockwell!                                               | Лучший альбом года                            | Номинация |
| 2024 | Did You Know That There’s a Tunnel Under Ocean Blvd                    | Альбом года                                   | Номинация |
| 2024 | Did You Know That There’s a Tunnel Under Ocean Blvd                    | Лучший альтернативный альбом                  | Номинация |
| 2024 | «A&W»                                                                  | Песня года                                    | Номинация |
| 2024 | «A&W»                                                                  | Лучшее альтернативное музыкальное выступление | Номинация |
| 2024 | «Candy Necklace» (при участии Джона Батиста)                           | Лучшее выступление поп-дуэта / группы         | Номинация |

## Georgia Film Critics Association
Georgia Film Critics Association — американская организация кинокритиков штата Джорджия, утвержденная в 2011 году. Дель Рей имеет одну номинацию.
| Год  | Номинируемая работа   | Категория                 | Результат |
| ---- | --------------------- | ------------------------- | --------- |
| 2013 | «Young and Beautiful» | Лучшая оригинальная песня | Номинация |

## Gold Derby Awards
Gold Derby Awards — американская премия, учрежденная в 2000 году как веб-сайт. Дель Рей четырнадцать раз номинировалась и шесть раз одержала победу
| Год  | Номинируемая работа                                 | Категория                               | Результат |
| ---- | --------------------------------------------------- | --------------------------------------- | --------- |
| 2014 | «Young and Beautiful»                               | Лучшая оригинальная песня               | Номинация |
| 2015 | «Big Eyes»                                          | Лучшая оригинальная песня               | Номинация |
| 2022 | Chemtrails over the Country Club                    | Альбом года                             | Победа    |
| 2022 | Лана Дель Рей                                       | Лучший рок / альтернативный исполнитель | Победа    |
| 2023 | Blue Banisters                                      | Лучший поп альбом                       | Номинация |
| 2023 | «Arcadia»                                           | Лучшая рок / альтернативная песня       | Номинация |
| 2024 | Лана Дель Рей                                       | Исполнитель года                        | Номинация |
| 2024 | Did You Know That There’s a Tunnel Under Ocean Blvd | Альбом года                             | Номинация |
| 2024 | «A&W»                                               | Запись года                             | Номинация |
| 2024 | «A&W»                                               | Песня года                              | Номинация |
| 2024 | «Candy Necklace» (при учатии Джона Батиста)         | Лучшая коллаборация                     | Победа    |
| 2024 | Лана Дель Рей                                       | Лучший рок / альтернативный исполнитель | Победа    |
| 2024 | Did You Know That There’s a Tunnel Under Ocean Blvd | Лучший рок / альтернативный альбом      | Победа    |
| 2024 | «A&W»                                               | Лучшая рок / альтернативная песня       | Победа    |

## Houston Film Critics Society Awards
Houston Film Critics Society Awards — американская некоммерческая организация кинокритиков Хьюстона, штат Техас, основанная в 2007 году Дэнни Минтоном и Ником Никольсоном. Дель Рей имеет две номинации.
| Год  | Номинируемая работа   | Категория                 | Результат |
| ---- | --------------------- | ------------------------- | --------- |
| 2013 | «Young and Beautiful» | Лучшая оригинальная песня | Номинация |
| 2014 | «Big Eyes»            | Лучшая оригинальная песня | Номинация |

## iHeartRadioMusic Awards
iHeartRadio Music Awards — американская музыкальная премия, учрежденная интернет-радио iHeartRadio в 2014 году. Дель Рей имеет одну номинацию.
| Год  | Номинируемая работа                                        | Категория                     | Результат |
| ---- | ---------------------------------------------------------- | ----------------------------- | --------- |
| 2014 | «Summertime Sadness» (Седрик Жерве Remix)                  | EDM Песня Года                | Номинация |
| 2020 | «Doin’ Time»                                               | Альтернативная рок-песня года | Номинация |
| 2020 | «Break Up With Your Girlfriend, I’m Bored» (Ариана Гранде) | Лучший кавер                  | Номинация |

## Independent Music Awards
Independent Music Awards — музыкальная премия в области инди-музыки и проводится ежегодно компанией Music Resource Group. Дель Рей имеет одну номинацию.
| Год  | Номинируемая работа | Категория                       | Результат |
| ---- | ------------------- | ------------------------------- | --------- |
| 2012 | «Video Games»       | Лучшее международное видео года | Номинация |

## ELLEStyle Awards
ELLE Style Awards проводится ежегодно журналом Elle. Дель Рей получила одну номинацию, в которой одержала победу.
| Год  | Номинируемая работа | Категория            | Результат |
| ---- | ------------------- | -------------------- | --------- |
| 2016 | Лана Дель Рей       | Исполнительница года | Победа    |

## International Dance Music Awards
Independent Dance Music Awards проводится ежегодно в рамках конференции Winter Music Conference. Дель Рей имеет две номинации.
| Год  | Номинируемая работа | Категория                                        | Результат |
| ---- | ------------------- | ------------------------------------------------ | --------- |
| 2013 | «Blue Jeans»        | Лучший альтернативный/Инди-рок танцевальный трек | Номинация |
| 2013 | Лана Дель Рей       | Лучший новый соло-артист                         | Номинация |

## Ivor Novello Awards
Ivor Novello Awards — музыкальная ежегодная премия, учрежденная Британской академией композиторов и авторов в 1955 году. Дель Рей получила две номинации, в обеих она одержала победу.
| Год  | Номинируемая работа | Категория                         | Результат |
| ---- | ------------------- | --------------------------------- | --------- |
| 2012 | «Video Games»       | Лучшая современная песня          | Победа    |
| 2024 | Лана Дель Рей       | Специальная международная награда | Победа    |

## НаградыMTV

### MTVEurope Music Awards

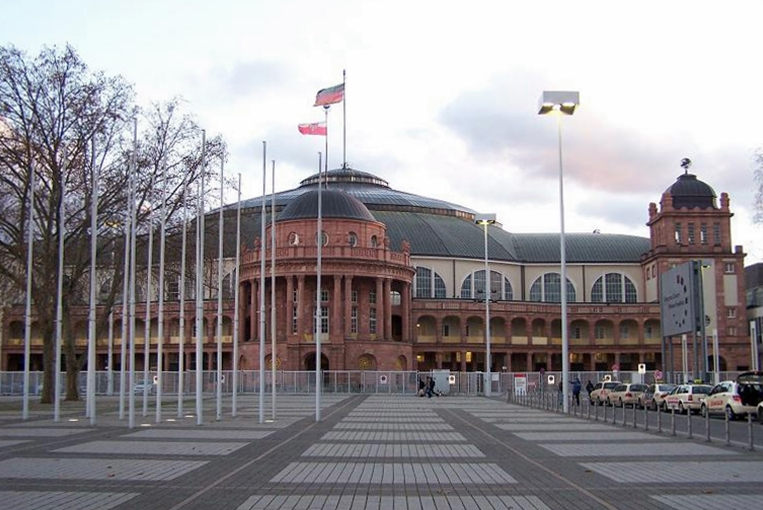
Festhalle Frankfurt — место проведение премии MTV EMA в 2012 году

MTV Europe Music Awards — ежегодная музыкальная премия, основанная телеканалом MTV в 1994 году. Дель Рей получила семь номинаций, в трех из которых победила.
| Год  | Номинируемая работа | Категория                    | Результат |
| ---- | ------------------- | ---------------------------- | --------- |
| 2012 | Лана Дель Рей       | Лучший новый артист          | Номинация |
| 2012 | Лана Дель Рей       | Лучший альтернативный артист | Победа    |
| 2012 | Лана Дель Рей       | Лучший push Артист           | Номинация |
| 2014 | Лана Дель Рей       | Лучший альтернативный артист | Номинация |
| 2015 | Лана Дель Рей       | Лучший альтернативный артист | Победа    |
| 2017 | Лана Дель Рей       | Лучший альтернативный артист | Номинация |
| 2019 | Лана Дель Рей       | Лучший альтернативный артист | Номинация |
| 2023 | Лана Дель Рей       | Лучший альтернативный артист | Победа    |

### MTVVideo Music Awards
MTV Video Music Awards — ежегодная премия, основанная телеканалом MTV в 1984 году. Награда создана, чтобы отмечать лучшие видеоклипы года. Дель Рей имеет 8 номинаций и одну победу.
| Год  | Номинируемая работа                         | Категория                            | Результат |
| ---- | ------------------------------------------- | ------------------------------------ | --------- |
| 2012 | «Born to Die»                               | Лучшая работа художника-постановщика | Номинация |
| 2012 | «Born to Die»                               | Лучшая операторская работа           | Номинация |
| 2013 | «National Anthem»                           | Лучшая работа художника-постановщика | Номинация |
| 2013 | «Ride»                                      | Лучшая операторская работа           | Номинация |
| 2014 | «West Coast»                                | Лучшая операторская работа           | Номинация |
| 2024 | «Doin’ Time»                                | Лучшее альтернативное видео          | Номинация |
| 2023 | «Candy Necklace» (при учатии Джона Батиста) | Лучшее альтернативное видео          | Победа    |
| 2023 | «Candy Necklace» (при учатии Джона Батиста) | Лучшая работа художника-постановщика | Номинация |

### mtvUWoodie Awards
mtvU Woodie Awards проводится ежегодно телеканалом MTV с 2005 года, в голосовании участвуют студенты Фордемского университета. Дель Рей получила одну номинацию.
| Год  | Номинируемая работа | Категория               | Результат |
| ---- | ------------------- | ----------------------- | --------- |
| 2012 | Лана Дель Рей       | Прорыв по мнений Woodie | Номинация |

## Music WeekAwards
Music Week Awards — ежегодная музыкальная премия, учрежденная британским журналом Music Week. Дель Рей имеет две номинации.
| Год  | Номинируемая работа | Категория                      | Результат |
| ---- | ------------------- | ------------------------------ | --------- |
| 2013 | Лана Дель Рей       | Маркетинговая кампания артиста | Номинация |
| 2018 | Лана Дель Рей       | Маркетинговая кампания артиста | Номинация |

## NMEAwards
NME Awards — ежегодная музыкальная премия, учрежденная британским журналом New Musical Express в 1994 году.. Дель Рей имеет десять номинаций и одну победу.
| Год  | Номинируемая работа      | Категория                   | Результат |
| ---- | ------------------------ | --------------------------- | --------- |
| 2012 | Лана Дель Рей            | Лучшая новая группа         | Номинация |
| 2012 | «Video Games»            | Лучший трек                 | Номинация |
| 2012 | «Video Games»            | Лучшее видео                | Номинация |
| 2015 | Лана Дель Рей            | Лучший артист               | Номинация |
| 2016 | Лана Дель Рей            | Лучший международный артист | Номинация |
| 2018 | Лана Дель Рей            | Лучший международный артист | Номинация |
| 2020 | Лана Дель Рей            | Лучший артист мира          | Номинация |
| 2020 | Лана Дель Рей            | Лучший хэдлайнер фестивалей | Номинация |
| 2020 | Norman Fucking Rockwell! | Лучший мировой альбом       | Победа    |
| 2022 | Blue Banisters           | Лучший мировой альбом       | Номинация |

## Online Film & Television Association
Online Film & Television Association Award — американская ежегодная церемония вручения наград в области кино и телевидения, основанная в 1996 году. Дель Рей имеет две номинации.
| Год  | Номинируемая работа   | Категория                 | Результат |
| ---- | --------------------- | ------------------------- | --------- |
| 2014 | «Young and Beautiful» | Лучшая оригинальная песня | Номинация |
| 2015 | «Big Eyes»            | Лучшая оригинальная песня | Номинация |

## Phoenix Film Critics Society
Phoenix Film Critics Society Awards — американская организация кинокритиков Финикса, штат Аризона, основанная в 2000 году. Дель Рей имеет одну номинацию.
| Год  | Номинируемая работа   | Категория                 | Результат |
| ---- | --------------------- | ------------------------- | --------- |
| 2013 | «Young and Beautiful» | Лучшая оригинальная песня | Номинация |

## People’s Choice Awards
People’s Choice Awards — американская премия, которая присуждается деятелям поп-культуры по итогам зрительского голосования. Была создана Бобом Стиверсом и вручается с 1975 года. Дель Рей имеет одну номинацию.
| Год  | Номинируемая работа | Категория               | Результат |
| ---- | ------------------- | ----------------------- | --------- |
| 2016 | Лана Дель Рей       | Любимая исполнительница | Номинация |

## Purecharts Awards (France)
Purecharts Awards — премия французского веб-сайта Purecharts, посвященного музыке. Дель Рей получила одну номинацию, в которой выиграла.
| Год  | Номинируемая работа                                 | Категория                 | Результат |
| ---- | --------------------------------------------------- | ------------------------- | --------- |
| 2024 | Did You Know That There’s a Tunnel Under Ocean Blvd | Международный альбом года | Победа    |

## QAwards
Q Awards — ежегодная премия, вручаемая в различных категориях британским музыкальным журналом Q. Дель Рей имеет две номинации, в одной из которых одержала победу.
| Год  | Номинируемая работа      | Категория                   | Результат |
| ---- | ------------------------ | --------------------------- | --------- |
| 2011 | Лана Дель Рей            | Будущая звезда по версии Q  | Победа    |
| 2017 | Лана Дель Рей            | Лучший международный артист | Номинация |
| 2019 | «Video Games»            | Песня десятилетия           | Победа    |
| 2019 | Лана Дель Рей            | Сегодняшний лучший артист   | Номинация |
| 2019 | Norman Fucking Rockwell! | Лучший альбом               | Номинация |

## Satellite Awards
«Спутник» — ежегодная премия, утвержденная Международной пресс-академией в 1996 году в качестве альтернативы премии Golden Globe Awards. Дель Рей получила одну номинацию, в которой одержала победу.
| Год  | Номинируемая работа   | Категория                 | Результат |
| ---- | --------------------- | ------------------------- | --------- |
| 2014 | «Young and Beautiful» | Лучшая оригинальная песня | Победа    |
| 2019 | «Don’t Call Me Angel» | Лучшая оригинальная песня | Номинация |

## Swiss Music Awards
Премия Swiss Music Awards принадлежит IFPI, SUISA, Swissperform и Swiss Music Pedagogic Association. Дель Рей имеет две номинации.
| Год  | Номинируемая работа | Категория                           | Результат |
| ---- | ------------------- | ----------------------------------- | --------- |
| 2013 | Born to Die         | Лучший международный поп/рок альбом | Номинация |
| 2013 | Born to Die         | Лучший международный прорыв         | Номинация |

## UK Music Video Awards
UK Music Video Awards — британская ежегодная церемония вручения наград за музыкальные видео. Дель Рей получила пять номинаций, в одной из которых победила.
| Год  | Номинируемая работа | Категория                      | Результат |
| ---- | ------------------- | ------------------------------ | --------- |
| 2012 | «Blue Jeans»        | Лучшее международное поп-видео | Номинация |
| 2012 | «Born to Die»       | Лучшее международное поп-видео | Победа    |
| 2012 | «National Anthem»   | Лучшее международное поп-видео | Номинация |
| 2012 | «Blue Jeans»        | Лучшая операторская работа     | Номинация |
| 2012 | «National Anthem»   | Лучший стиль                   | Номинация |

## World Soundtrack Awards
World Soundtrack Awards — ежегодная премия, вручаемая Мировой академией саундтрека за достижения в музыке к кино. Дель Рей получила одну номинацию.
| Год  | Номинируемая работа   | Категория                                        | Результат |
| ---- | --------------------- | ------------------------------------------------ | --------- |
| 2013 | «Young and Beautiful» | Лучшая оригинальная песня, написанная для фильма | Номинация |

## Xbox Entertainment Awards
Xbox Entertainment Awards принадлежит компании Xbox. В голосовании участвуют игроки консолей. Дель Рей получила две номинации, в одной из которых одержала победу.
| Год  | Номинируемая работа | Категория                | Результат |
| ---- | ------------------- | ------------------------ | --------- |
| 2013 | Born to Die         | Лучший альбом            | Победа    |
| 2013 | «National Anthem»   | Лучшее музыкальное видео | Номинация |